# William Smith (svømmer)
William Melvin "Bill" Smith, Jr. (født 16. maj 1924 i Honolulu, Hawaii, død 8. februar 2013 sammesteds) var en amerikansk svømmer, som deltog i de olympiske lege 1948 i London.

## Svømmekarriere
Bill Smith svømmede for en lokal klub i Wailuku som high school-elev og derpå for  Ohio State University. I 1942 vandt han det amerikanske amatørmesterskab i både 200, 400 og 800 m fri og erobrede verdensrekorden i 440 yards fri fra Johnny Weissmuller. Hans karriere blev "forstyrret" af hans tjeneste i den amerikanske flåde under anden verdenskrig, men han vandt i alt 15 amerikanske mesterskaber samt syv collegemesterskaber.
Han deltog i to discipliner ved OL 1948 i London. I 400 meter fri vandt han sit indledende heat og blev nummer to i semifinalen, men i finalen lagde han sig i spidsen fra start, hvor kun landsmanden Jimmy McLane kunne følge med. Midtvejs lå de side om side, men Smith trak mod slutningen fra og sejrede med tiden 4.41,0, mens McLane blev nummer to, lidt mere end to sekunder senere, og australieren John Marshall blev nummer tre, yderligere fire sekunder bagud. Han var også med på det amerikanske hold i 4 x 200 meter fri sammen med Walter Ris, Wally Wolf og Jimmy McLane. Amerikanerne stillede dog med fire helt andre svømmere i indledende heat, men i finalen var det den nævnte kvartet, der med Ungarn i hælene vandt i ny verdensrekordtid på 8.46,0 minutter, mens ungarerne fik sølv, lidt over to sekunder bagefter, mens Frankrig fik bronze, yderligere tyve sekunder bagud.
Smith satte flere verdensrekorder gennem sin karriere. Han blev optaget i svømningens Hall of Fame.

## Videre karriere
Han fungerede i over 30 år som vandsikkerhedschef for Honolulu, lige som han var surfvagt ved Waikiki strand, svømmetræner ved Honolulu universitet. Han modtog en række priser gennem sit liv.

## OL-medaljer
- 1948 London –  Guld i svømning, 400 meter fri
- 1948 London –  Guld i svømning, 4 x 200 meter fri (USA)